# Anathallis radialis
Anathallis radialis är en orkidéart som först beskrevs av Paulo Campos Porto och Alexander Curt Brade, och fick sitt nu gällande namn av Alec M. Pridgeon och Mark W. Chase. Anathallis radialis ingår i släktet Anathallis och familjen orkidéer. Inga underarter finns listade i Catalogue of Life.